# Tin Lemac
Tin Lemac (Zagreb, 6. siječnja 1983.) hrvatski je književni kritičar, teoretičar i autor.

## Životopis
Rođen je 6. siječnja 1983. u Zagrebu. Diplomirao je i doktorirao na Filozofskom fakultetu u Zagrebu na području stilistike lirskog teksta. Područje njegova znanstvenog bavljenja književnošću obuhvaća područje poetike i stilistike suvremenog hrvatskog pjesništva, teorijske stilistike poezije i pedagoške stilistike. Njegov kritički rad vezan je za suvremene zbirke poezije i teorijske studije suvremenih hrvatskih autora. Objavio je nekoliko knjiga, zbirki poezije, te preko stotinu znanstvenih, kritičkih i stručnih tekstova u relevantnoj domaćoj i inozemnoj periodici. Sudjelovao je na znanstvenim konferencijama u zemlji i inozemstvu i napisao pogovore pjesničkim zbirkama nekim manje afirmiranim autoricama i autorima iz Hrvatske i susjedstva. Član je Društva hrvatskih književnika, Matice hrvatske, Hrvatskog filološkog društva, Komisije za stilistiku Međunarodnog komiteta slavista, međunarodnog recenzentskog odbora časopisa Athens Journal of Philology, US China Foreign Language i Language and Literature Studies, međunarodne akademske mreže istraživača teorije poezije International Network for Study in Lyric i međunarodnog znanstvenog odbora konferencija na Fakultetu za strane jezike Alfa BK Univerziteta u Beogradu. Uređuje je književni časopis Republika. Radi kao docent na Odjelu za kroatistiku Sveučilista u Zadru.  

### Teorija književnosti
- Autorsko, povijesno, mitsko: pjesnički diskurz Vesne Parun - teorija i interpretacija (Biakova, 2015; Balkanski književni glasnik, 2022.)
- Poetičke simetrije u pjesništvu Josipa Pupačića (Biakova, 2017.)
- Stil pjesništva Anke Žagar (Biakova, 2018.)
- U ime autora: prolegomena za teoriju i stil ispovjedne lirike (Biakova, 2019.)
- Crna kosa tanatosa: poetičko-stilska obzorja u pjesništvu Marije Čudine (Matica hrvatska, 2020.)
- O pjesmi pjesmom: Metadiskurzivne relacije u poeziji (Edicije Božičević, 2023.)
- Slika, refleksija, znak: Uvod u stilističko razmatranje nekih aspekata poetske morfologije (Jesenski Turk, 2023.)
- Pečati i kistovi: Izbor iz književnih kritika 2011.-2021. (Ogranak Matice hrvatske u Zadru, 2024.)
- Poetska hiperbola: Stilska, poetička, žanrovska i autopoetička kategorija (Sveučilište u Zadru i Akademska knjiga, 2024.)

### Poezija
- Bubnjar (Biakova, 2019.; Balkanski književni glasnik, 2021.)
- Stavak o jednoj maloj kritici (Spacetime, 2020.)
- Naseobine (Društvo hrvatskih književnika, 2021.)
- Bajkoviti portreti (Jutro poezije, 2025.)

Proza
- Život i smrt Filipa Kaurina (Balkanski književni glasnik, 2022.)
- Čudni su putovi književni (Balkanski književni glasnik, 2020.)